# 15e brigade de fusiliers motorisés de la Garde
Pour les articles homonymes, voir 15e brigade.
La 15e brigade de fusiliers motorisés de la Garde (en russe : 15-я гвардейская мотострелковая бригада, abrégé en russe : 15 гв. омсбр), de son nom complet la 15e brigade indépendante de fusiliers motorisés de la Garde Alexsandriskaïa (maintien de la paix) de l'ordre de Souvorov (en russe : 15-я отдельная гвардейская мотострелковая Александрийская бригада ордена Суворова (миротворческая)), numéro d'unité militaire 90600, est une unité des forces terrestres russes.
Il s'agit d'une brigade destinée à fournir des détachements à la force de maintien de la paix des Nations unies. La formation fait partie de la 2e armée combinée de la Garde du district militaire central et est basée à Rochtchinski, dans l'oblast de Samara.

## Historique
Le prédécesseur de la brigade est le 76e régiment de fusiliers de la Garde, renommé et réorganisé à plusieurs reprises.
Le régiment retrace son histoire à la 75e brigade de fusiliers marins, formée pendant la Grande Guerre patriotique entre 29 octobre 1941 à décembre 1941, à Novokazalinsk en république socialiste soviétique kazakhe.
Le 17 mars 1942, sur ordre du commissaire du peuple à la défense (NKO URSS) no 78, la 75e brigade de fusiliers navals reçoit le titre d'unité de la Garde et, le 18 mars 1942, est convertie en 3e brigade de fusiliers de la Garde. Cependant, deux mois plus tard, en mai 1942, la brigade est réorganisée en 27e division de fusiliers de la Garde, et toutes les unités, formées dans le cadre de cette formation militaire, ainsi que la division elle-même, héritent du nom honorifique de la Garde de leur « ancêtre » — la 3e brigade de fusiliers de la Garde.
L'une de ces unités militaires de la Garde est le 76e régiment de fusiliers de la Garde, formé à la même période dans le cadre de la 27e division de fusiliers de la Garde, sur la base de l'un des bataillons de fusiliers de l'ancienne 3e brigade de fusiliers de la Garde. Par la suite, pour le courage et l'héroïsme dont a fait preuve son personnel lors de la bataille de Berlin, le 11 juin 1945, le régiment reçoit le titre honorifique « Berlin ».
Le 5 octobre 1945, son nom change en 69e régiment mécanisé de la Garde, Ordre du Drapeau rouge de Koutouzov ; et en 1957 en 243e régiment de fusiliers motorisés de la Garde « Berlin », Ordre du Drapeau rouge de Koutouzov (numéro d'unité militaire 47290). Avec la 27e division de fusiliers de la Garde (à partir de 1957 la 27e division de fusiliers motorisés de la Garde), sert pendant des décennies en Allemagne de l'Est dans le cadre de la 8e armée de la Garde, dans le groupement des forces soviétiques en Allemagne.
En 1991, la 27e division de fusiliers motorisés de la Garde est retirée du groupement des forces soviétiques et redéployée à Totskoïe dans le district militaire Volga-Oural. Le 17 juin 1991, le 243e régiment de fusiliers motorisés de la Garde est rebaptisé 589e régiment de fusiliers motorisés de la Garde « Berlin », Ordre du Drapeau rouge de Koutouzov (numéro d'unité militaire 32056), dans le cadre de la même 27e division de fusiliers motorisés de la Garde.

## XXIesiècle
La brigade actuelle est reformée le 1er février 2005 par la re-désignation du 589e régiment de fusiliers motorisés de la Garde, conformément à une directive du ministre de la Défense Sergueï Ivanov, donnée le 30 décembre 2004. L'unité est conçue pour participer à des missions internationales de paix et de sécurité sous les auspices des Nations Unies. De décembre 2005 à novembre 2008, la brigade de maintien de la paix mène des opérations de maintien de la paix dans la zone du conflit abkhaze-géorgien. Les militaires de la brigade font également partie des contingents de maintien de la paix sur décision du président de la Russie dans le cadre de la Communauté des États indépendants, de l'Organisation pour la sécurité et la coopération en Europe et de l'Organisation de coopération de Shanghai. L'unité atteint 100 % de composition de services contractuels en 2005. En avril 2008, la brigade reçoit la visite du ministre de la Défense du Japon. En août 2008, une unité prend part à la guerre russo-géorgienne.
En 2011, la brigade reçoit un nouveau type de drapeau de combat. Le 4 novembre 2019, elle reçoit le titre honorifique « Alexandrie » et une copie de l'étendard régimentaire du 5e régiment de hussards d'Alexandrie de la 5e division de cavalerie de l'armée impériale russe, décernée à la brigade. Le titre en fait l'une des nombreuses formations des forces armées qui honorent les formations de l'ère impériale, et ses titres honorifiques de l'ère soviétique ont été supprimés.
La brigade reçoit le titre honorifique d'unité de la Garde le 9 mai 2022 pour célébrer le jour de la Victoire pour son « courage de masse et son héroïsme dans la défense de la Patrie et des intérêts de l'État dans les conflits militaires », son nouveau nom nouveau étant la 15e brigade de fusiliers motorisés de la Garde « Alexandrie »,.

### Guerre du Donbass
En 2014, des rapports de sources ouvertes affirment la présence de militaires de la brigade dans le Donbass pendant la guerre russo-ukrainienne et la guerre du Donbass,,,. En août, des unités de la brigade auraient participé aux combats près de Georgiyivka, dans le raïon de Loutouhyne. Lors d'un briefing le 11 mars 2015, le quartier général de l'ATO déclare que des unités de la 15e brigade opèrent dans l'oblast de Louhansk, et le 17 avril, le chef d'état-major ukrainien Viktor Moujenko, estime que des unités de la 15e brigade demeurent dans l'oblast de Lougansk. En octobre 2016, des informations de source ouverte affirment la présence de militaires de la brigade dans le Donbass.

### Conflit du Karabakh

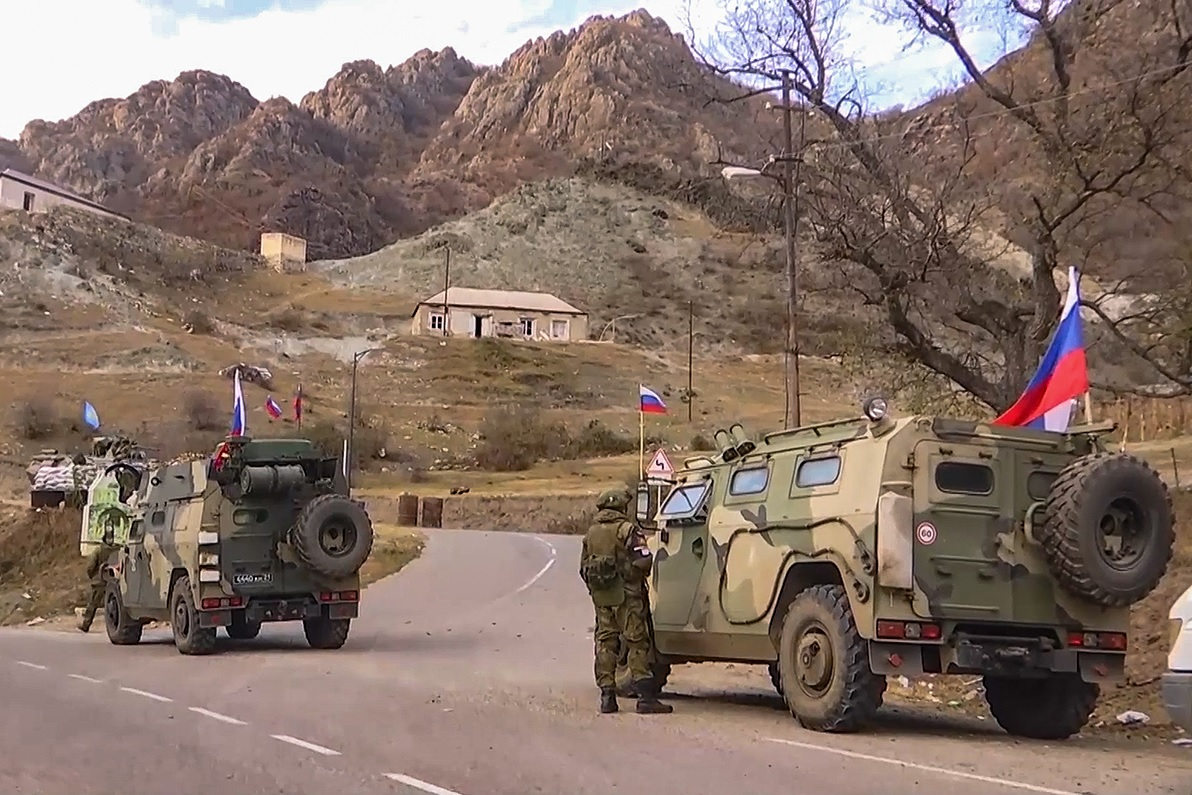
Point de contrôle de la 15e brigade de fusiliers motorisés de la Garde le 25 novembre 2020 à Kelbadjar équipée avec deux GAZ Tigr.

En novembre 2020, après un accord de paix mettant fin à la guerre dans la région, des militaires de la brigade sont déployés dans le Haut-Karabakh afin de maintenir la paix. Dans l'accord, 1 960 militaires de la brigade devront être envoyés dans la région, au départ de l'aéroport d'Oulianovsk Vostochny, à bord d'un avion de transport militaire Il-76. En dehors des militaires, 90 véhicules blindés de transport de troupes et 380 unités de véhicules et d'équipements spéciaux sont déployés avec la brigade. Le commandement des forces russes de maintien de la paix est également établi dans la capitale du Karabakh, Stepanakert,,. Le 11 novembre 2020, le général de corps d'armée Roustam Mouradov est nommé commandant des forces de maintien de la paix. Le 13 décembre, le contingent de maintien de la paix de la brigade prend le contrôle de Kohne Taghlar.
Début 2021, les autorités azerbaïdjanaises accusent l'unité « d'attitude pro-arménienne, au lieu d'adopter la position de neutralité requise pour la mise en œuvre de l'accord de paix ». En particulier, la rencontre du général Mouradov avec de hauts responsables Artsakh et la présence de leur drapeau lors des réunions avec Mouradov entraînera des réactions négatives de la part des Azerbaïdjanais.

### Invasion russe de l'Ukraine

#### Offensive au Nord de l'Ukraine (février-avril 2022)
Le 24 février 2022, la 2e armée de chars de la Garde participe à l'invasion russe de l'Ukraine, en entrant dans les oblasts de Tchernihiv et de Soumy. Elle entre au nord de Soumy et se dirige rapidement vers Konotop puis Kiev. La 15e brigade, dont les flancs ne sont pas sécurisés, est harcelée par différentes unités ukrainiennes du Corps des volontaires ukrainiens et de la 58e brigade motorisée dans le raïon de Nijyn, notamment le long de la H07. La brigade subit des pertes importantes autour des communes de Nova Basan et Novyi Bykiv, dont au moins dix-huit BTR-82A. Avec le reste des troupes russes, elle se retire des oblasts de Kiev, Tchernihiv et Soumy en avril 2022.

#### nord du Donbass
La brigade est ensuite engagée dans le Donbass où elle est localisée dans le secteur de Iampil. Elle participe à la bataille de Lyman aux côtés de la 21e brigade de fusiliers motorisés et font face aux parachutistes ukrainiens de la 79e brigade d'assaut aérien. En septembre 2022, alors que les lignes russes sont bousculées par surprise par la contre-offensive de Kharkiv, la 15e brigade subit des pertes autour de Lyman. Au cours de l'année suivante, la brigade reste localisée autour de Svatove jusqu'en septembre 2023.

#### Bataille d'Avdiïvka
À partir du 10 octobre 2023, la brigade participe à la bataille d'Avdiïvka au cours de laquelle elle détruit un char américain M1 Abrams. Elle lance notamment un assaut important le 19 octobre où elle est prise par les tirs croisés des 31e brigade, 47e brigade, 110e brigade mécanisées et de la 116e brigade de défense territoriale qui lui inflige de lourdes pertes. Au cours de l'attaque, elle perd au moins dix véhicules BTR-82A.
En novembre 2023, la brigade reçoit l’ordre de Souvorov.

## Structure
- Direction[33]
- 1er bataillon de fusiliers motorisés
- 2e bataillon de fusiliers motorisés
- 3e bataillon de fusiliers motorisés
- Compagnie de tireurs d'élite
- Bataillon blindé
- Bataillon de missiles anti-aériens
- Bataillon de missiles antiaériens et d'artillerie
- Bataillon de reconnaissance
- Bataillon du génie
- Bataillon de contrôle
- Bataillon de réparation et de récupération
- Bataillon logistique
- Compagnie de protection NRBC
- Compagnie de drones
- Compagnie de guerre électronique
- Compagnie du commandant
- Compagnie médicale
- Batterie de commandement
- Peloton de contrôle et de reconnaissance radar
- Peloton de gestion
- Peloton d'instructeurs
- Peloton de simulateur
- Polygone
- Parade musicale militaire

La brigade est entièrement composée de militaires contractuels.

## Commandants
- Colonel Sergueï Kouzovlev (2005–2008)
- Colonel Oleg Souvalov (2008-2010)
- Colonel Viktor Kindev (2010)
- Colonel Konstantine Stepanishchev (2011-2013)
- Colonel Vitali Guerassimov (2013-2014)
- Colonel Nikolaï Zakharov (2014-2016)
- Colonel Alexeï Avdeïev (2016-2018)
- Colonel Konstantine Netchaïev (2018-2020)
- Lieutenant-colonel Pavel Alexeïevitch Ierchov (2020-2021)
- Lieutenant-colonel Andreï Sergueïevitch Marouchkine (depuis 2021)

## Galerie

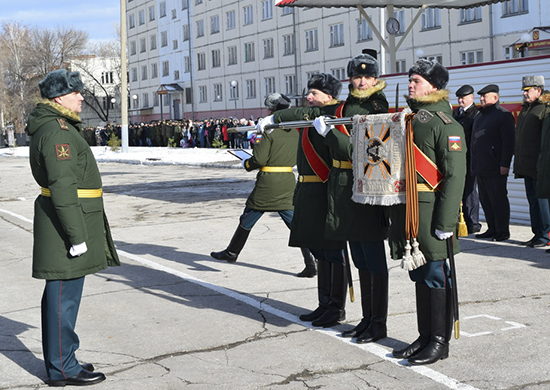
Cérémonie de présentation de la bannière du 5e régiment de hussards d'Alexandrie.
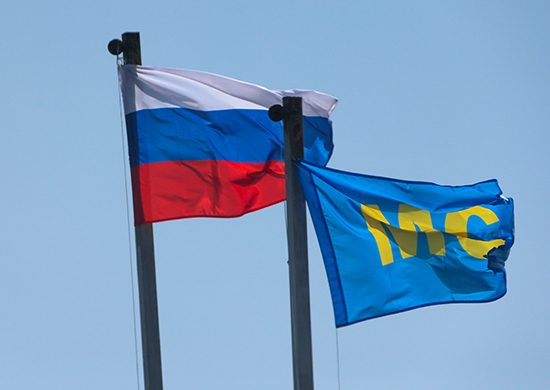
Le drapeau russe et le drapeau des forces de maintien de la paix.
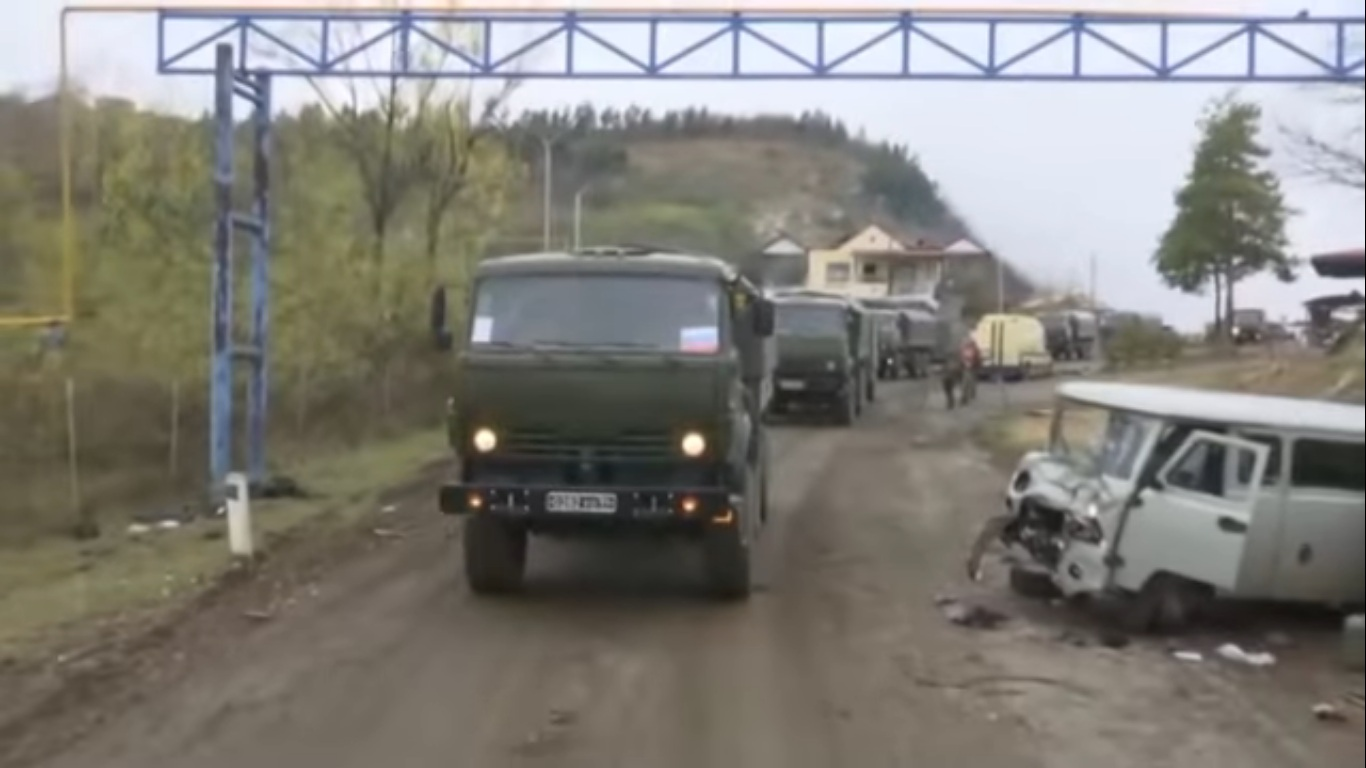
Convoi de casques bleus russes passant devant un poste de contrôle azerbaïdjanais à l'entrée nord de Chouchi.
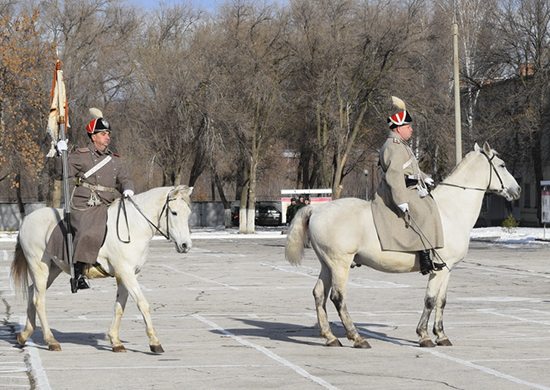
Cérémonie de cavalerie de la brigade.
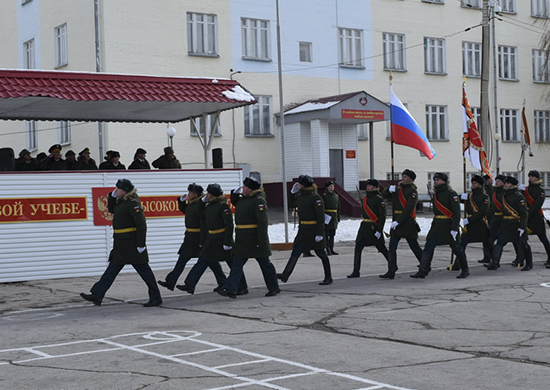
Défilé d'unité de la brigade.
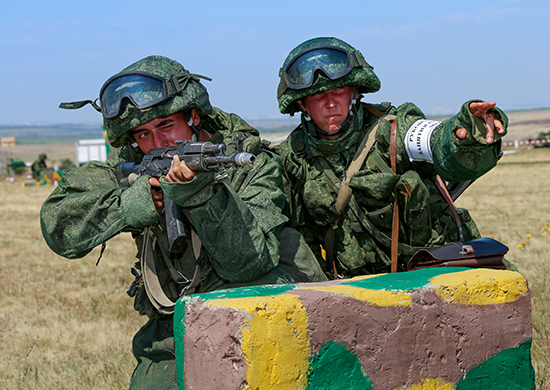
Formation du personnel de la brigade.